# مكتب المدعي العام الأوروبي
مكتب المدعي العام الأوروبي (بالإنجليزية: European Public Prosecutor's Office)‏ المعروف اختصاراً بـ EPPO هو هيئة مستقلة تابعة للاتحاد الأوروبي تتمتع بشخصية اعتبارية، أنشئت بموجب معاهدة لشبونة بين 24 من الدول الأعضاء في الاتحاد الأوروبي البالغ عددها 27 دولة باتباع أسلوب التعاون المعزز ‏. تم إنشاء مكتب المدعي العام الأوروبي استجابة للحاجة إلى هيئة ادعاء لمكافحة الجرائم التي تؤثر على المصالح المالية للاتحاد الأوروبي. اكتسبت فكرة إنشاء المكتب زخمًا كبيرًا مع الاقتراح التشريعي الذي قدمته المفوضية الأوروبية في عام 2013. بعد مفاوضات ومناقشات مطولة داخل المجلس الأوروبي والبرلمان الأوروبي والدول الأعضاء، تم اعتماد لائحة الاتحاد الأوروبي 2017/1939 في 12 أكتوبر 2017، مما أدى إلى إضفاء الطابع الرسمي على إنشاء مكتب المدعي العام الأوروبي. تشكل هذه اللائحة الأساس القانوني لمكتب المدعي العام الأوروبي، حيث تحدد الأهداف والبنية والاختصاص والإجراءات التشغيلية. تحدد توجيهات الاتحاد الأوروبي 2017/1371، والمعروفة أيضًا باسم اتفاقية حماية المصالح المالية للمجتمعات الأوروبية الجرائم الجنائية التي تؤثر على المصالح المالية للاتحاد الأوروبي التي تندرج ضمن اختصاص المكتب. تتمثل المهمة الأساسية للمكتب في التحقيق في الجرائم وملاحقة مرتكبيها مثل الاحتيال والفساد وغسيل الأموال التي تضر بالمصالح المالية للاتحاد الأوروبي، كما هو محدد في توجيه صندوق الاستثمار الخاص. يمثل مكتب المدعي العام الأوروبي خطوة مهمة نحو نهج أكثر تكاملاً وفعالية لمكافحة الجرائم العابرة للحدود الوطنية داخل الاتحاد الأوروبي، وتعزيز التعاون والتنسيق بين الدول الأعضاء لحماية الموارد المالية للاتحاد. باعتبارها هيئة مستقلة تابعة للاتحاد الأوروبي، يلعب مكتب المدعي العام الأوروبي دورًا حاسمًا في ضمان سيادة القانون وحماية سلامة النظام المالي للاتحاد الأوروبي. يقع مقر مكتب المدعي العام الأوروبي في مدينة لوكسمبورج، إلى جانب محكمة العدل التابعة للاتحاد الأوروبي (CJEU) ومحكمة المدققين الأوروبية (ECA).

## الدول الأعضاء
تشارك 24 دولة عضو في الاتحاد الأوروبي في التعاون المعزز. حيث انضمت 20 دولة عضو إلى اللائحة الأصلية. ويُسمح للدول الأعضاء الأخرى، باستثناء الدنمارك التي لديها استثناء من منطقة الحرية والأمن والعدالة (AFSJ)، بالانضمام لاحقًا. (تتمتع أيرلندا أيضًا بإمكانية الانسحاب من منطقة الحرية والأمن والعدالة، ولكن شكل الانسحاب أكثر مرونة، مما يمنحها القدرة على الاشتراك على أساس كل حالة على حدة).